# جرج داروین (بازیکن فوتبال)
جرج داروین (انگلیسی: George Darwin; ۱۶ مهٔ ۱۹۳۲ – ژوئن ۲۰۱۹ (aged 87)) بازیکن فوتبال اهل بریتانیا بود.
از باشگاه‌هایی که در آن بازی کرده‌است می‌توان به باشگاه فوتبال منزفیلد تاون، باشگاه فوتبال دربی کانتی، باشگاه فوتبال روترهام یونایتد، باشگاه فوتبال بارو، باشگاه فوتبال بوستون تاون، و باشگاه فوتبال هادرزفیلد تاون اشاره کرد.